# Kobylá nad Vidnavkou
Kobylá nad Vidnavkou é uma comuna checa localizada na região de Olomouc, distrito de Jeseník.